# Acisanthera recurva
Acisanthera recurva là một loài thực vật có hoa trong họ Mua. Loài này được (Rich.) Triana mô tả khoa học đầu tiên năm 1867.